# Мазаново (Амурская область)
Маза́ново — село в Мазановском районе Амурской области, Россия. Административный центр и единственный населённый пункт Мазановского сельсовета.

## География
Село Мазаново стоит на левом берегу реки Зея.
Село Мазаново расположено к юго-западу (вниз по левому берегу Зеи) от районного центра Мазановского района села Новокиевский Увал, расстояние — 8 км.
От села Мазаново на юго-запад (вниз по левому берегу Зеи) идёт дорога к селу Белоярово, далее к федеральной дороге Чита — Хабаровск и к городу Свободный.
Через Мазаново проходит автодорога областного значения Свободный — Новокиевский Увал — Экимчан — Златоустовск.

### Климат
| Показатель                   | Янв.  | Фев.  | Март  | Апр. | Май  | Июнь | Июль | Авг. | Сен. | Окт. | Нояб. | Дек.  | Год  |
| ---------------------------- | ----- | ----- | ----- | ---- | ---- | ---- | ---- | ---- | ---- | ---- | ----- | ----- | ---- |
| Средняя температура, °C      | −27,5 | −21,7 | −10,8 | 2,8  | 11,2 | 17,7 | 20,3 | 17,9 | 10,7 | 0,7  | −14,7 | −25,8 | −1,6 |
| Норма осадков, мм            | 7     | 4     | 9     | 30   | 50   | 81   | 147  | 132  | 59   | 27   | 15    | 9     | 570  |
| Источник: ФГБУ "ВНИИГМИ-МЦД" |       |       |       |      |      |      |      |      |      |      |       |       |      |

## История
С 1926 года по 1928 год село являлось административным центром Мазановского района.

## Население
| 2002 | 2010 | 2012 | 2013 | 2014 | 2015 | 2016 |
| ---- | ---- | ---- | ---- | ---- | ---- | ---- |
| 717  | ↗719 | ↘713 | ↘712 | ↗714 | ↘691 | ↘666 |
| 2017 | 2018 | 2021 |      |      |      |      |
| ↘659 | ↘641 | ↘388 |      |      |      |      |